# Chunra gigantea
Chunra gigantea är en insektsart som beskrevs av William Lucas Distant 1908. Chunra gigantea ingår i släktet Chunra och familjen dvärgstritar. Inga underarter finns listade i Catalogue of Life.